# Capparis rotundifolia
Capparis rotundifolia là một loài thực vật có hoa trong họ Capparaceae. Loài này được Rottler mô tả khoa học đầu tiên năm 1803.